# Anthurium furcatum
Anthurium furcatum är en kallaväxtart som beskrevs av Luis Aloysius, Luigi Sodiro. Anthurium furcatum ingår i släktet Anthurium och familjen kallaväxter. Inga underarter finns listade.